# Internationalt selskab for dynamiske spil
Internationalt selskab for dynamiske spil (ISDG) er en non-profit, videnskabelig organisation, hvis formål er at fremme teorien for og anvendelserne af dynamisk spilteori.

## Historie
ISDG blev stiftet den 9. august 1990 i Helsinki, Finland, under konferencen ”4th International Symposium on Dynamic Games and Applications” der blev afholdt på Helsinkis tekniske universitet. ISDG ledes af en bestyrelse, hvis formand er selskabets præsident. Gennem årene har følgende været præsidenter for ISDG:
- Tamer Basar 1990-1994
- Alain Haurie 1994-1998
- Pierre Bernhard 1998-2002
- Georges Zaccour 2002-2006
- Geert Jan Olsder 2006-2008
- Leon Petrosyan 2008-2012
- Michèle Breton 2012-2016
- Vladimir Mazalov 2016-2022
- Florian Wagener 2022-

## ISDGs mål
- At fremme udviklingen og anvendelserne af dynamisk spilteori
- At sprede videnskabelig viden og information gennem forskellige kommunikationskanaler. ISDG søger at opfylde dette mål ved at organisere symposier, konferencer og workshops[1] samt ved at medvirke til publikation af velrenommerede tidsskrifter af høj kvalitet.
- At etablere bånd til det internationale videnskabelige samfund, i særdeleshed til videnskabelige selskaber som virker indenfor spilteori, optimering, beslutningsanalyse samt dynamiske systemer.

## ISDG publikationer
- Annals of the International Society of Dynamic Games. Redaktør: Tamer Başar. Udgivet af forlaget Birkhäuser.
- Dynamic Games and Applications. Chefredaktør: Georges Zaccour. Udgivet af forlaget Birkhäuser.
- International Game Theory Review. Chefredaktør: David W. K. Yeung. Redaktører: Hans Peters og Leon A. Petrosyan. Udgivet af forlaget World Scientific Publishing Co. Pte. Ltd.

## The Isaacs Award
Bestyrelsen for ISDG besluttede i 2003 at indstifte en ærespris, som tildeles en forsker for “fremragende bidrag til teorien for og anvendelser af dynamiske spil". Startende i 2004 tildeles prisen til to forskere i forbindelse med ISDGs symposier, der afholdes hvert andet år. Prisen blev første gang uddelt i 2004 og har sit navn efter amerikaneren Rufus Isaacs, der anses for at være grundlæggeren af det videnskabelige område differentialspil (differential games). Modtagerne af prisen har været følgende:
- 2004: Yo-Chi Ho & George Leitmann
- 2006: Nikolay Krasovskii & Wendell Fleming
- 2008: Pierre Bernhard & Alain Haurie
- 2010: Tamer Başar & Geert Jan Olsder
- 2012: Steffen Jørgensen & Karl Sigmund
- 2014: Eitan Altman & Leon Petrosyan
- 2016: Martino Bardi & Ross Cressman
- 2018: Andrzej Nowak & Georges Zaccour
- 2022: Pierre Cardaliaguet & Mabel Tidball
- 2024: Joel Brown & Roland Malhamé

## Eksterne links
- ISDG home Arkiveret 6. november 2014 hos  Wayback Machine
- Game Theory Society
- ISDG. Russian Chapter Arkiveret 4. september 2014 hos  Wayback Machine